# Interventionelle Radiologie
Die interventionelle Radiologie (IR) ist ein Teilgebiet der Radiologie (im Gegensatz zu den angelsächsischen Ländern sind interventionell-radiologische Abteilungen in Deutschland meist noch mit der diagnostischen Radiologie verbunden) und stellt den minimalinvasiven diagnostischen und therapeutischen Arm des Faches Radiologie dar. Bei der interventionellen Radiologie werden unter Bildsteuerung (Ultraschall, CT, MRT und Angiographie) minimalinvasive diagnostische oder therapeutische Eingriffe beispielsweise im vaskulären (z. B. periphere arterielle Verschlusserkrankung) und biliären System (z. B. tumoröser Verschluss des Gallengangsystems) sowie in parenchymatösen Organen (z. B. Radiofrequenzablation von Lebermetastasen) vorgenommen.

## Geschichte
Nachdem Radiologen mittels speziellen Angiographiekathetern das Gefäßsystem des Menschen darzustellen lernten, entstand daraus die Idee, Gefäßerkrankungen mittels Ballondilatation oder metallischen Gefäßendoprothesen (sogenannte Stents) über den gleichen Weg zu behandeln. So entwickelten nach den Vorarbeiten von Sven-Ivar Seldinger (1921–1998), Charles T. Dotter (1920–1985) und W. Porstmann (1921–1982), vor allem Eberhard Zeitler (1930–2011) und Andreas R. Grüntzig (1939–1985) die interventionelle Radiologie weltweit zu einer minimal-invasiven Therapieoption bei Herz-Kreislauf-Erkrankungen. Die interventionelle Radiologie weitete dann ihr Spektrum auf die Behandlung von komplexen Krankheitsbildern (z. B. Behandlung der portalen Hypertension infolge einer Leberzirrhose mittels der Anlage eines TIPS) sowie auf die Behandlung von Tumorerkrankungen aus. Die interventionelle Radiologie agiert dabei praktisch immer in der engen Zusammenarbeit mit den Kollegen aus den Fächern Anästhesiologie, Chirurgie und Innere Medizin.

## Behandlungsmethoden
Häufige interventionsradiologische Eingriffe sind:
Vaskuläre Interventionen
- Angioplastie: Rekanalisation verschlossener Gefäße mittels Ballondilatation und/oder Stent. Mittlerweile hat sich mit den interventionellen Kardiologen und Neuroradiologen eine Arbeitsteilung herausgeschält: Kardiologen versorgen die Herzgefäße, Neuroradiologen die Hirnversorgenden und intracraniellen Gefäße und die interventionellen Radiologen alle peripheren Gefäße (auch mesenteriale und retroperitoneale Gefäße wie z. B. Leber- und Nierengefäße) des Menschen.
- Aortenstent: endovaskuläre Gefäßprothese zur inneren Ausschaltung eines Aortenaneurysmas
- Cavafilter: Metallfilter, die in die untere Hohlvene platziert werden, passager oder permanent belassen, um eine Lungenembolie bei einer Thrombose der Becken- und Beinvenen zu verhindern.
- Chemoembolisation: Eine nichtoperative Therapie von malignen Lebertumoren: Tumorversorgende Gefäße werden mit einem Katheter unter Röntgendurchleuchtung sondiert und dann ein Chemotherapeutikum appliziert. Anschließend wird das Gefäß mittels Embolisation verschlossen. Letzteres nimmt dem Tumor die Blutzufuhr und sorgt für ein Verbleiben des Chemotherapeutikums im Tumorgewebe.
- Embolisation: Verschließen eines Gefäßes um einen bösartigen oder gutartigen Tumor (z. B. Uterusmyom) zu behandeln oder eine innere Blutung zu stoppen. Es gibt verschiedene Embolisate, d. h. Materialien die durch einen Angiographiekatheter ins Zielgefäß injiziert werden und in der Lage sind, das Gefäß zu verschließen: Alkohol, Gelatine-Partikel, Gewebekleber (Histoacryl, Ethibloc), Metallspiralen (Coils), Ethylen-Vinylalkohol-Copolymer (EVOH), Polyvinyl-Partikel, Polymerkügelchen und Gelfoam.
- Anlage eines Transjugulären Intrahepatischen Porto-systemischen Stent-Shunts (TIPS) zur Behandlung der portalen Hypertension als Folge einer Leberzirrhose.
- Thrombolyse: Notfallbehandlungsverfahren zum Wiedereröffnen von thrombotischen verschlossenen Gefäßen mittels Instillation („Einspritzen“) von gerinnselauflösenden Medikamenten (Urokinase, rTPA) in thrombotisch verschlossene Gefäße und/oder mechanischer Zerstörung (meist Absaugung z. B. mittels des Venturieffektes) des Blutgerinnsels.
- Venöser Zugang: Einlage und Versorgung spezieller intravenöser Kathetersysteme (Zentraler Venenkatheter, Hickman-Katheter, subkutane Portsysteme)

Tumorablative Interventionen
- Kryoablation: Lokalisierte Zerstörung von Tumoren durch Kälte.
- LITT: Laser induced Thermotherapy
- Radiofrequenzablation (RF/RFA): Lokalisierte Zerstörung von Tumoren durch Hitze.
- Interstitielle Brachytherapie (Synonym CT-HDRBT oder Afterloading): Zerstörung von Tumoren durch eine eingeführte Strahlenquelle.

CT-, MRT- und ultraschallgesteuerte Interventionen
- Biopsie: Bildgesteuerter Gewebeentnahme aus allen Gebieten des menschlichen Körpers zur Stellung einer feingeweblichen Diagnose.
- CT gesteuerte periradikuläre Therapie: Schmerztherapie bei radikulären Schmerzen (z. B. bei Bandscheibenvorfall)
- Drainageanlage: Bildgesteuerte Anlage von Drainagekathetern zum Ableiten entzündlicher und nicht-entzündlicher Flüssigkeiten aus dem Körper.
- Vertebroplastie: Perkutane Injektion von Knochenzement zur Aufrichtung gebrochener Wirbelkörper.
- Gastrostomie/Gastrojejunostomie: Anlage von Ernährungskathetern in den Magen oder den Dünndarm.

Gallengangsinterventionen
- Gallenwegsdrainage: Diagnostische (PTC) und interventionelle Anlage (PTCD) von Kathetern und Endoprothesen (Stents) zur Behandlung von gutartigen und bösartigen Gallenwegsstenosen.